# (6031) Ryokan
(6031) Ryokan est un astéroïde de la ceinture principale.

## Description
(6031) Ryokan est un astéroïde de la ceinture principale. Il fut découvert le 26 janvier 1982 à Kiso par Hiroki Kosai et Kiichiro Hurukawa. Il présente une orbite caractérisée par un demi-grand axe de 3,02 UA, une excentricité de 0,02 et une inclinaison de 10,9° par rapport à l'écliptique.

## Compléments